# Bardistus cibarius
Bardistus cibarius är en skalbaggsart som beskrevs av Newman 1841. Bardistus cibarius ingår i släktet Bardistus och familjen långhorningar. Inga underarter finns listade.